# System aksjonormatywny
System aksjonormatywny – zespół powiązanych funkcjonalnie norm społecznych i wartości dotyczących wszelakich przejawów życia społecznego, charakterystyczny dla określonej kultury, regulujący życie społeczeństwa i jednostki społecznej.
Do podsystemów systemu aksjonormatywnego zaliczane są: zwyczaj, moralność, prawo, estetyka, moda.